# لانسر (ساسكاتشوان)
لانسر (بالإنجليزية: Lancer, Saskatchewan)‏ هي قرية تقع في كندا في ساسكاتشوان. يقدر عدد سكانها بـ 75 نسمة ومساحتها 1.33 كم2 .